# José Sepulcre Coves
José Sepulcre Coves (nascut a Elx el 2 de març de 1956) és un empresari il·licità. Membre de la RFEF, ha estat president de l'Elx CF entre 2006 i 2015.
Va prendre possessió del càrrec de president de l'Elx CF el 24 de gener de 2006 després de la dimissió de Ramón Sánchez. Fins llavors va ser vicepresident i d'aquesta forma va arribar a la presidència del club. Cal destacar que el seu pare, José Sepulcre Fuentes també va ser president de l'entitat dues dècades enrere.